# 佩尼亚兰迪利亚
佩尼亚兰迪利亚，是西班牙卡斯蒂利亚-莱昂萨拉曼卡省的一个市镇。 总面积13平方公里，总人口267人（2001年），人口密度21人/平方公里。